# 水陸両用車

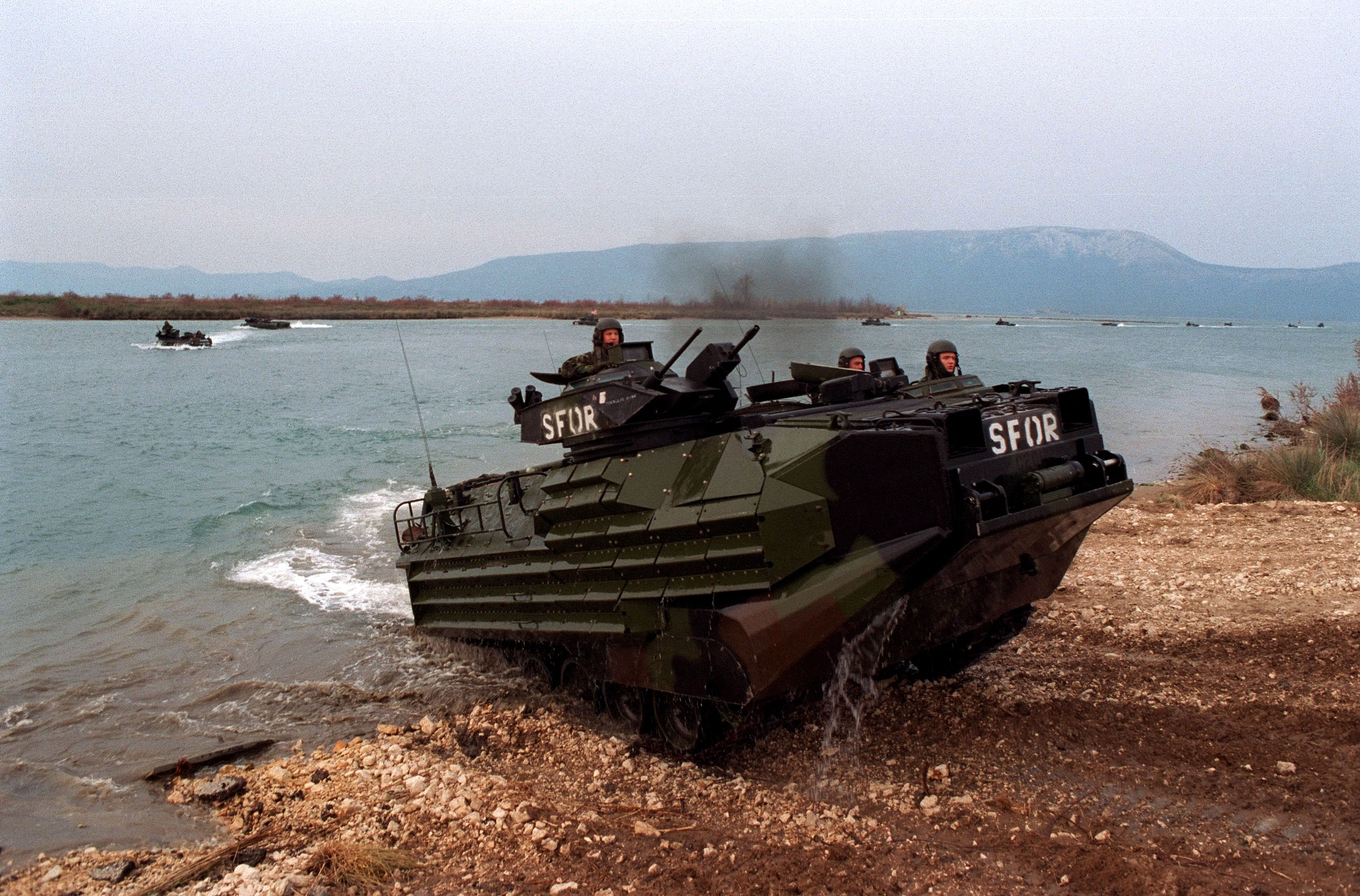
アメリカ海兵隊第26海兵遠征隊のAAV7

水陸両用車（すいりくりょうようしゃ)は、水上、陸上共に走行が可能な自動車である。渡河・上陸作戦に使われる軍用車両のほか、民生用でも観光や趣味に利用される。

## 概要

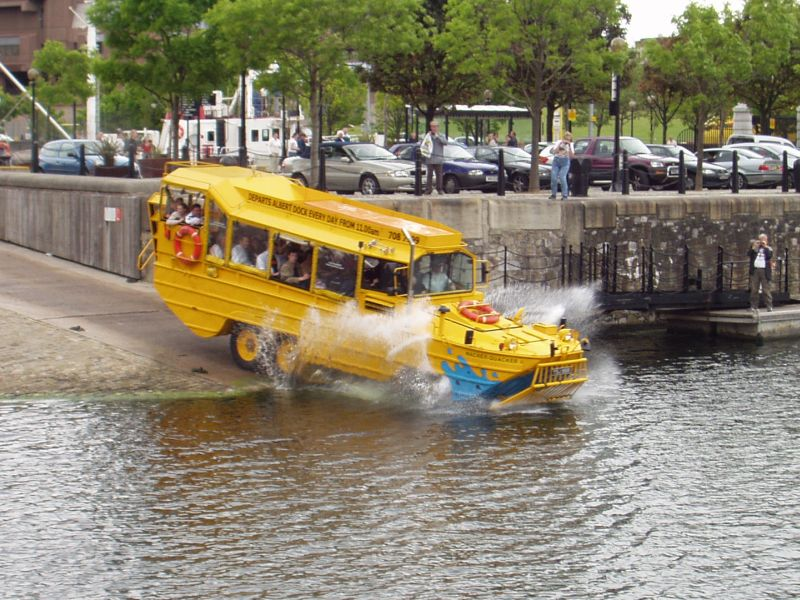
イギリスの水陸両用バス

エンジン部などに水密性がない通常の自動車は、ある程度以上の水深がある河川や水たまり、湖沼、海に入り込むと動けなくなる。このため第二次世界大戦前から、車体を水面に浮かせたり、水密処理を施した上で、一部はシュノーケルも装備して、水底を走行させたりする水陸両用戦車が開発された。こうした技術はその後、偵察・輸送用や上陸作戦用の車両に応用された。
民間では水難救助車、災害対策車、極地における輸送車として使われる。
日本の法律においては水上を走行する場合、船舶の扱いとなるため、運転手は通常の自動車運転免許のほか、船舶免許も所持する必要がある。主な車種には、シュビムワーゲン、フォード・GPA、GMC・DUKW、RMA・アンフィレンジャー2800SRなどがある。水上での航行に耐えるように水密構造になっている他、車体の後尾に航行用のスクリュープロペラを装備しているものが多い。プロペラ以外では、ウォータージェットを用いたり、装軌車であれば履帯を回して外輪船のように漕行する車輌もある。
大量生産された市販車両としてはIW・アンフィカーがあり、また、2003年には、スポーツカースタイルのギブス・アクアダが発表された。アクアダはドーバー海峡約35 kmを1時間40分で横断する記録を作った。
軍用車両は渡河や上陸作戦などに使用される。特に上陸戦に使われる本格的な物がそう呼ばれるが、一般の装甲戦闘車両でも簡易な渡河能力を持っている物が少なくない。これらのうち兵員輸送能力がなく、戦車および軽戦車としての機能を持っている物を特に水陸両用戦車と呼ぶ。日本の陸上自衛隊が装備する94式水際地雷敷設装置も水陸両用車である。

## ダックツアー

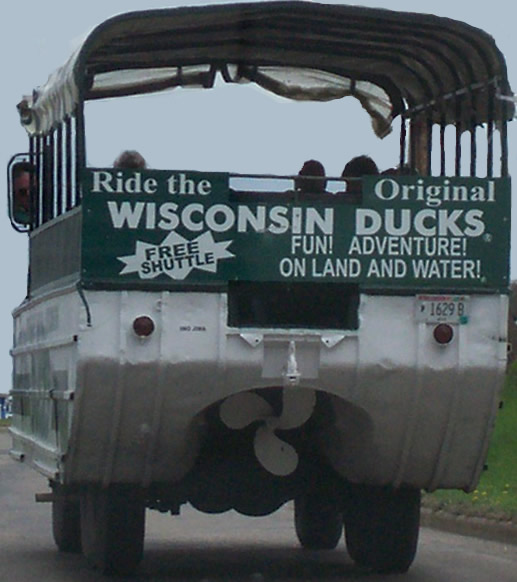
ダックツアーの元祖とされ、現在も行われているOriginal Wisconsin Ducksの改造DUKWバス

第二次世界大戦の終結により大量に余剰となった水陸両用車が民間に払い下げられ、欧米ではそれらを使った観光ツアーが行われるようになった。多人数の乗車に適したDUKWがもっぱら使われたこと、および水鳥のカモ/アヒル（Duck）になぞらえて「ダックツアー」と呼ぶ。1946年に米国のウィスコンシン州で最初のダックツアーが始まったとされる。
連合国軍占領下の日本にも400両のDUKWが持ち込まれたが、水陸両用車や観光用としてではなく、当時圧倒的に不足していたバス用としてパワートレインとシャシのみが流用され、国民の生活を維持する目的で利用された。

### 日本
日本では日本水陸観光が、トラックを改造した「チャレンジャー号」「LEGEND零ONE号」「LEGEND零TWO号」「LEGEND零THREE号」「LEGEND零FOUR号」「LEGEND零FIVE号」「GAIA-SP号」の7台を使用し、各地でダックツアーを行っている。また、ドイツのRMA製アンフィレンジャー2800SRの世界初の水陸両用タクシーも2台運行している。（かっぱ号、かっぱ2号）
2007年9月からダックツアータイコーがDUKWを改造したバスを使用し、メリケンパークを起点として神戸市内を周遊する定期観光ツアー「スプラッシュ神戸」を運行していたが、使用していた2台で事故や故障が相次いで発生したため、2012年8月18日から運休。しかし2019年より後継となる国産水陸両用バス「太幸」が運行を開始した。
2011年から富士急山梨バスが山中湖で「YAMANAKAKO NO KABA」を運行している。

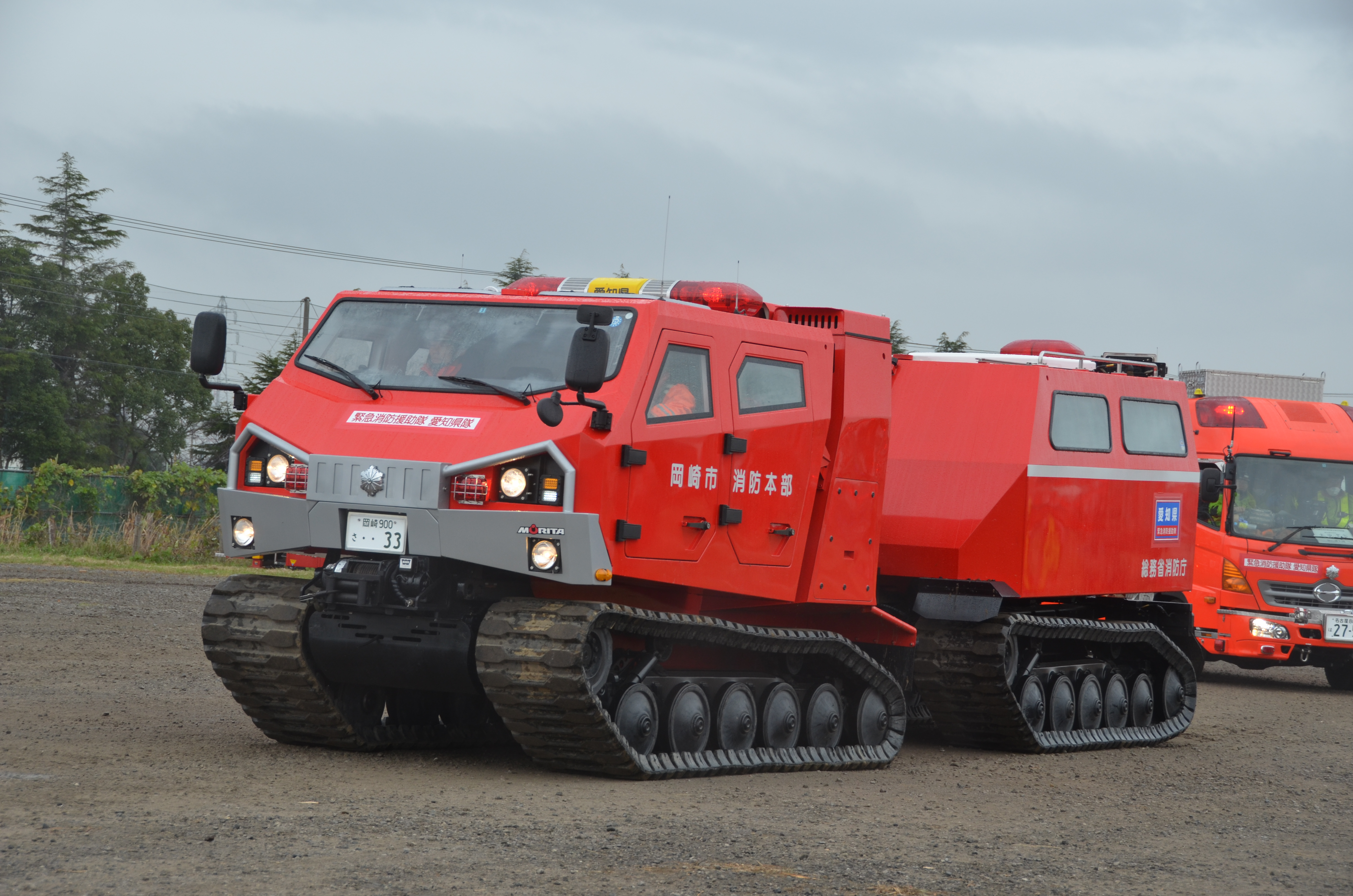
レッドサラマンダー_岡崎市消防本部

東京都東部の内陸水路や東京湾岸などでは、2013年から日の丸自動車興業がアメリカで新造した水陸両用バス「スカイダック」による観光ツアーを実施している。2016年からは横浜港にもスカイダックを展開、国産トラックをベースに墨田川造船が架装した水陸両用バスも導入されている。
2017年11月からは、東京プリンスホテルなどがジャパンダックの協力を得てお台場から東京湾に入るツアーを実施している。お台場地区では、富士急行グループのフジエクスプレスによる水陸両用観光バス「TOKYO NO KABA」も運行されている（水辺に棲息する動物カバにちなむ）。
芦ノ湖においても西武グループにて水陸両用バスが運行されており、2021年4月1日に伊豆箱根鉄道と伊豆箱根バスの共同運行からプリンスホテルへ西武グループ内で譲渡されている。
2020年からは群馬県の八ッ場ダムにおいて「八ッ場にゃがてん号」がツアーを実施している。

## ギャラリー

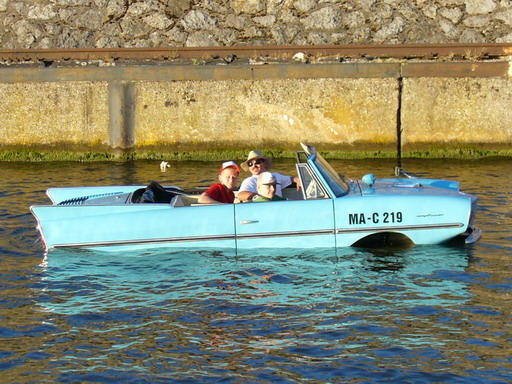
水陸両用の市販車、アンフィカー
水陸両用のスポーツカー、ギブス・アクアダ
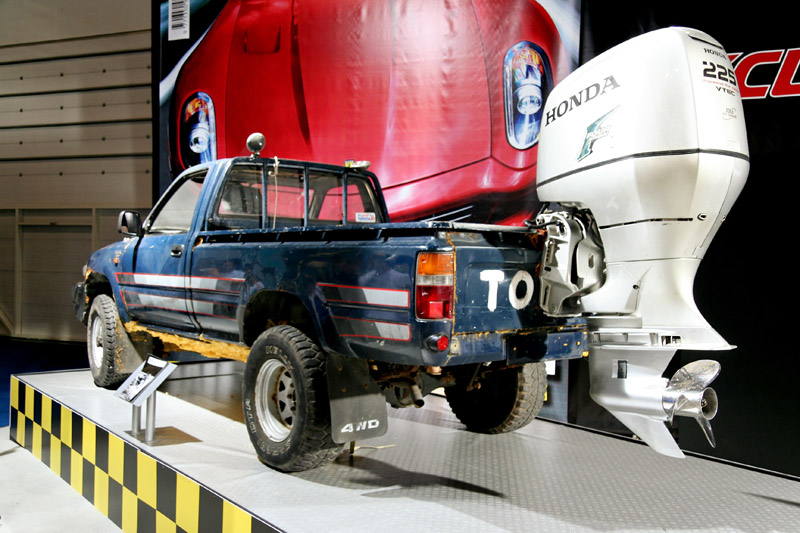
自動車番組『トップ・ギア』の企画で水陸両用に改造されたトヨタ・ハイラックス
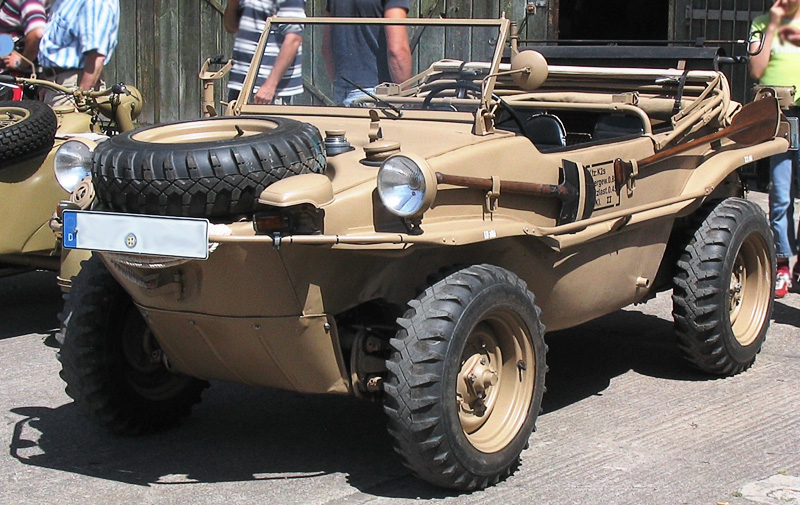
水陸両用の軍用車、シュビムワーゲン
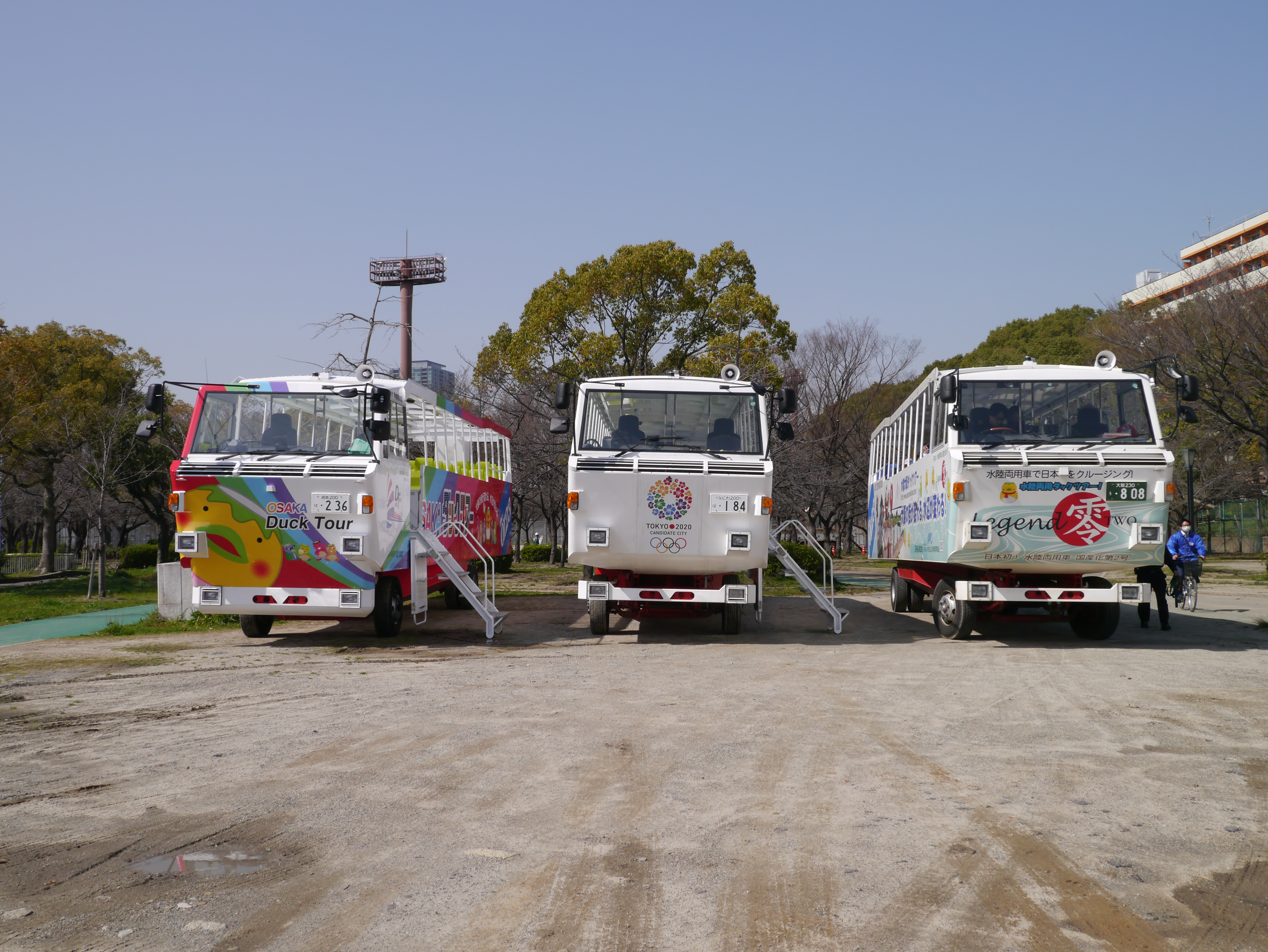
左からLEGEND零FOUR号、LEGEND零THREE号、LEGEND零TWO号
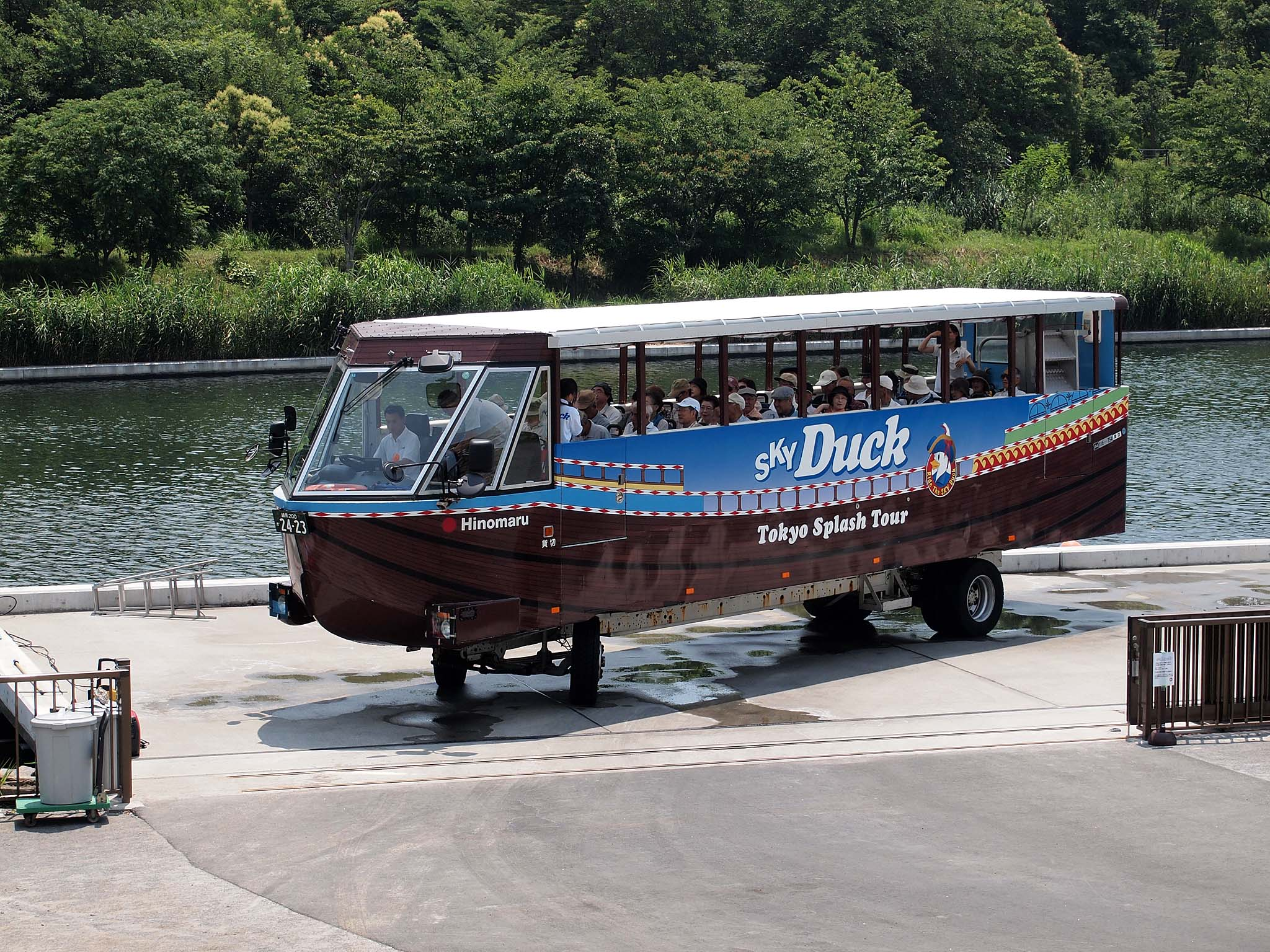
日の丸自動車興業「スカイダック」
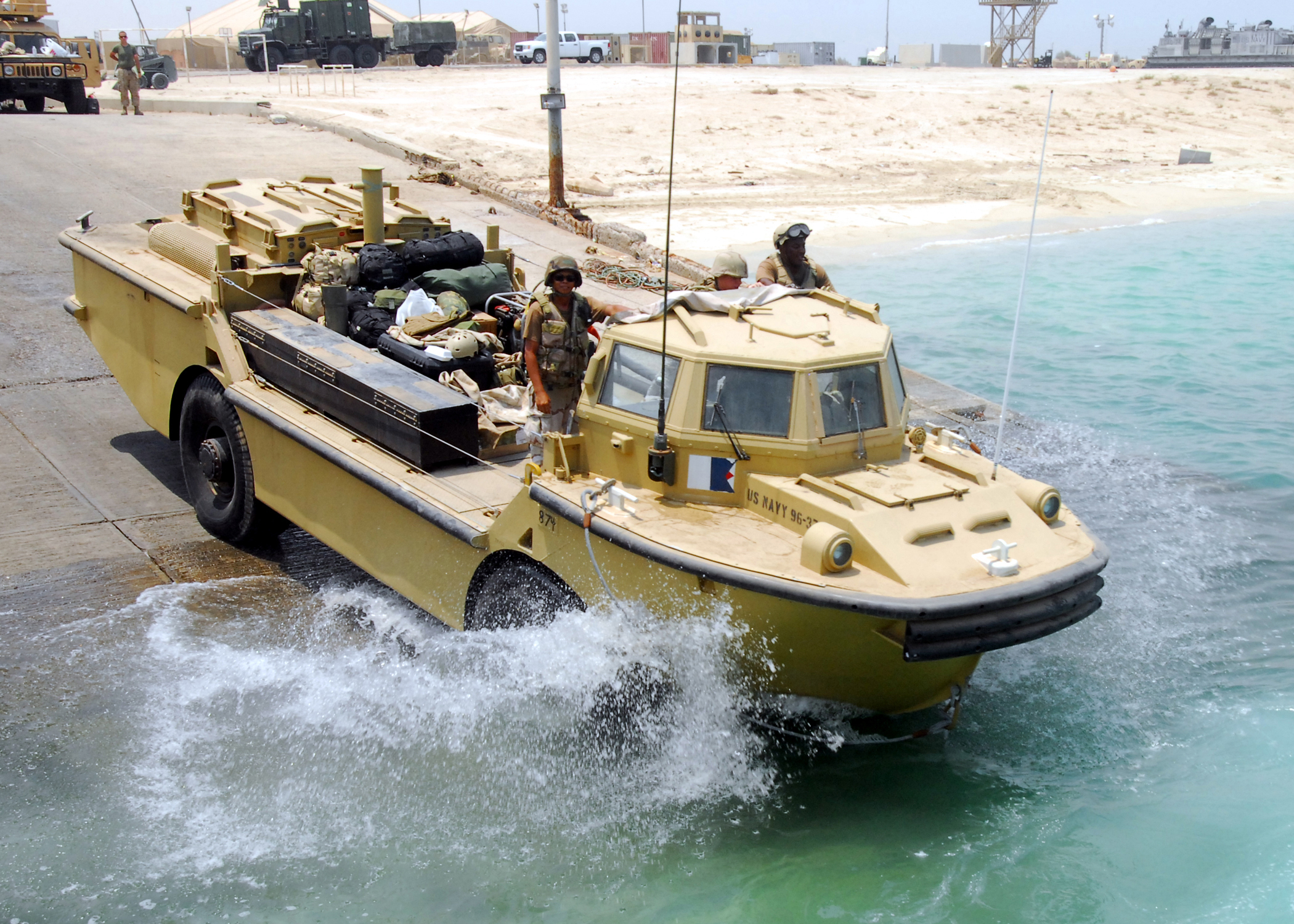
アメリカの水陸両用車LARC-V
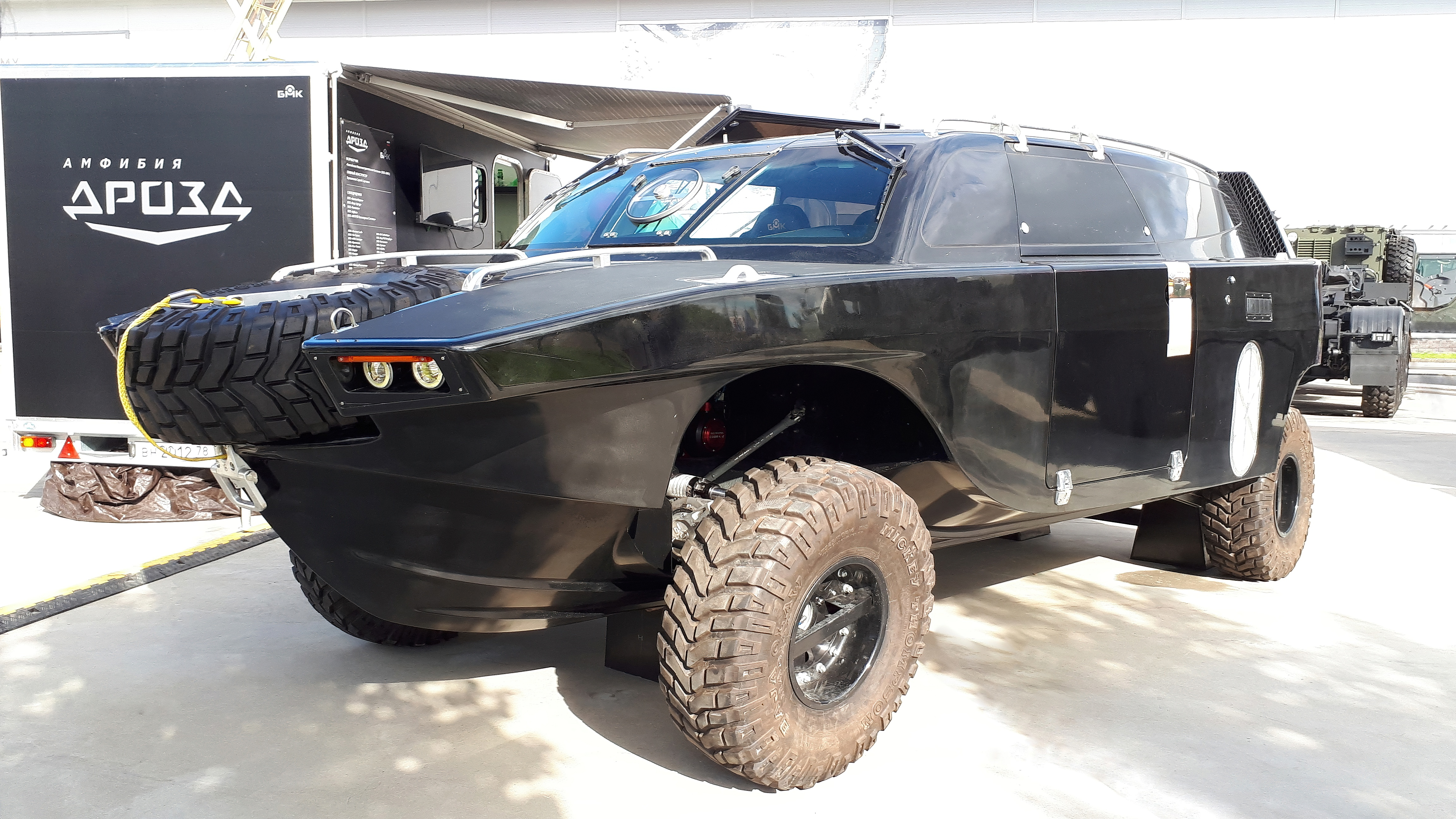
陸軍2020展示会でのドロズド水陸両用車
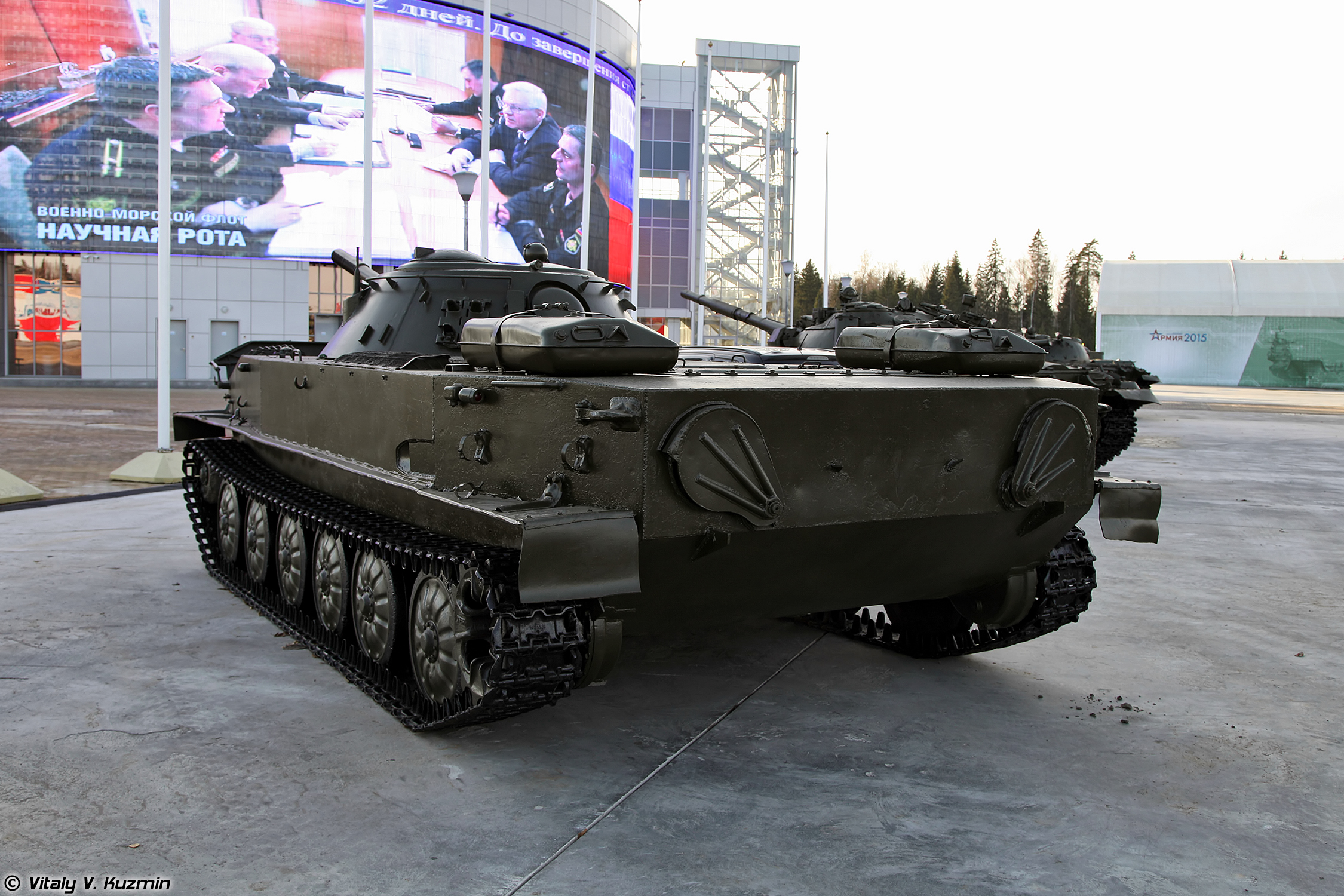
PT-76。車体後部にスクリュー保護ハッチがあるのがわかる。
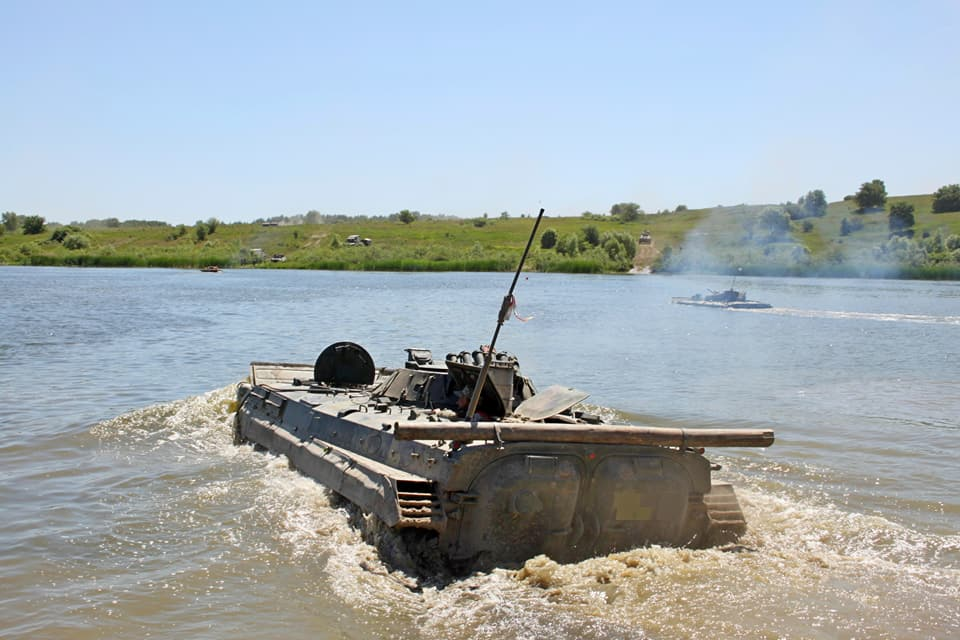
BMP-2
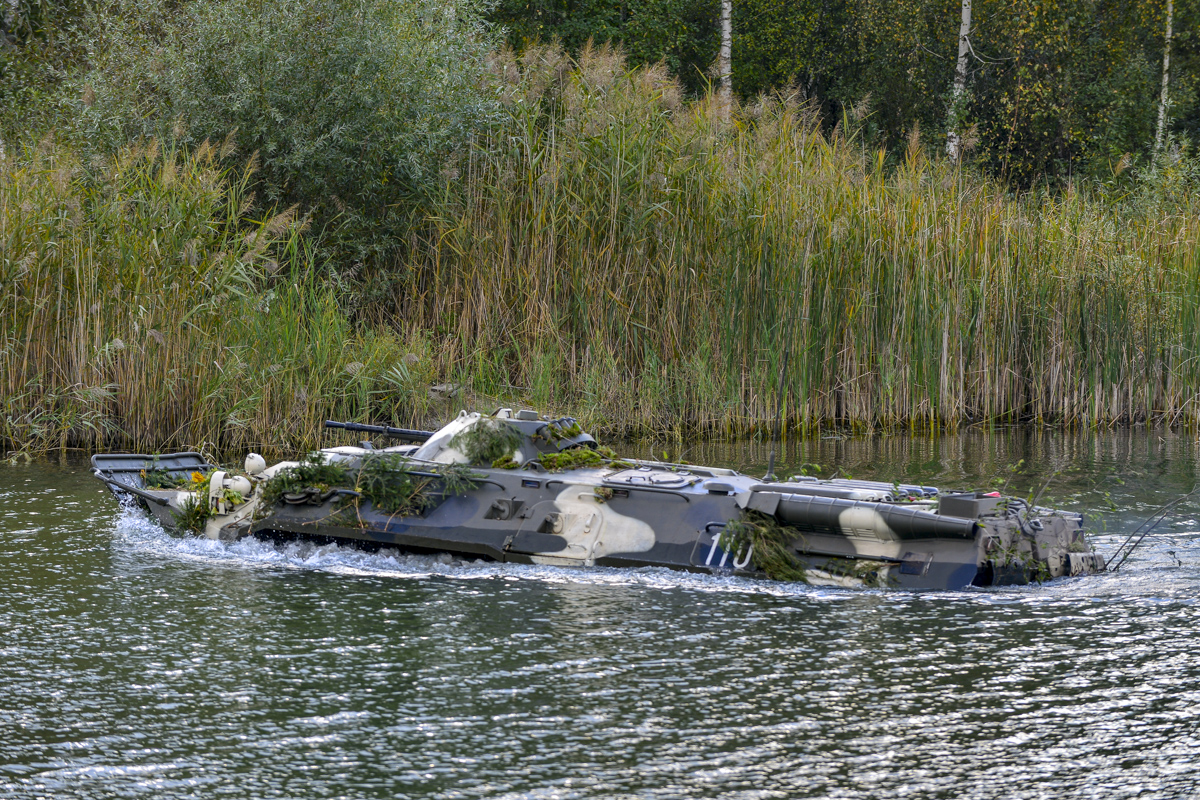
BTR-80
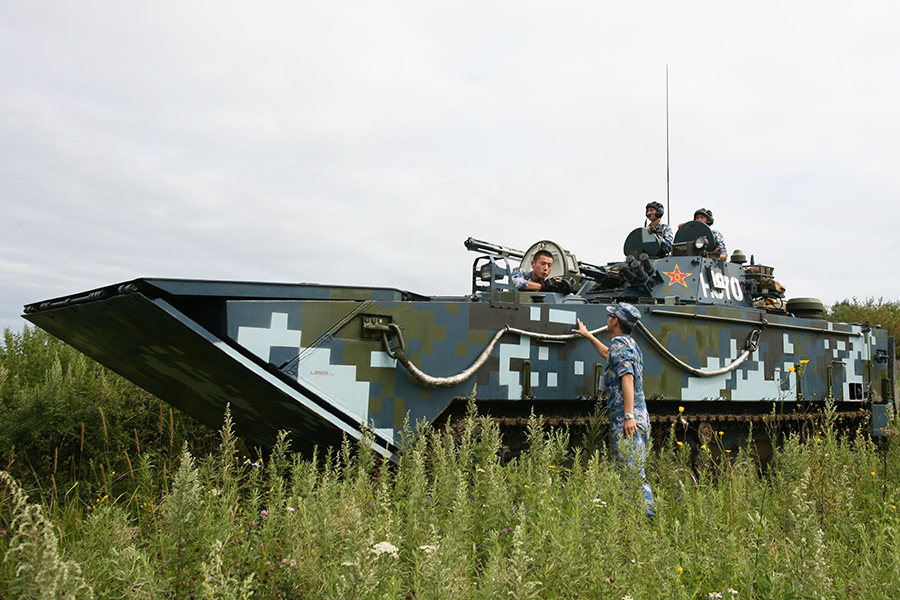
05式水陸両用歩兵戦闘車
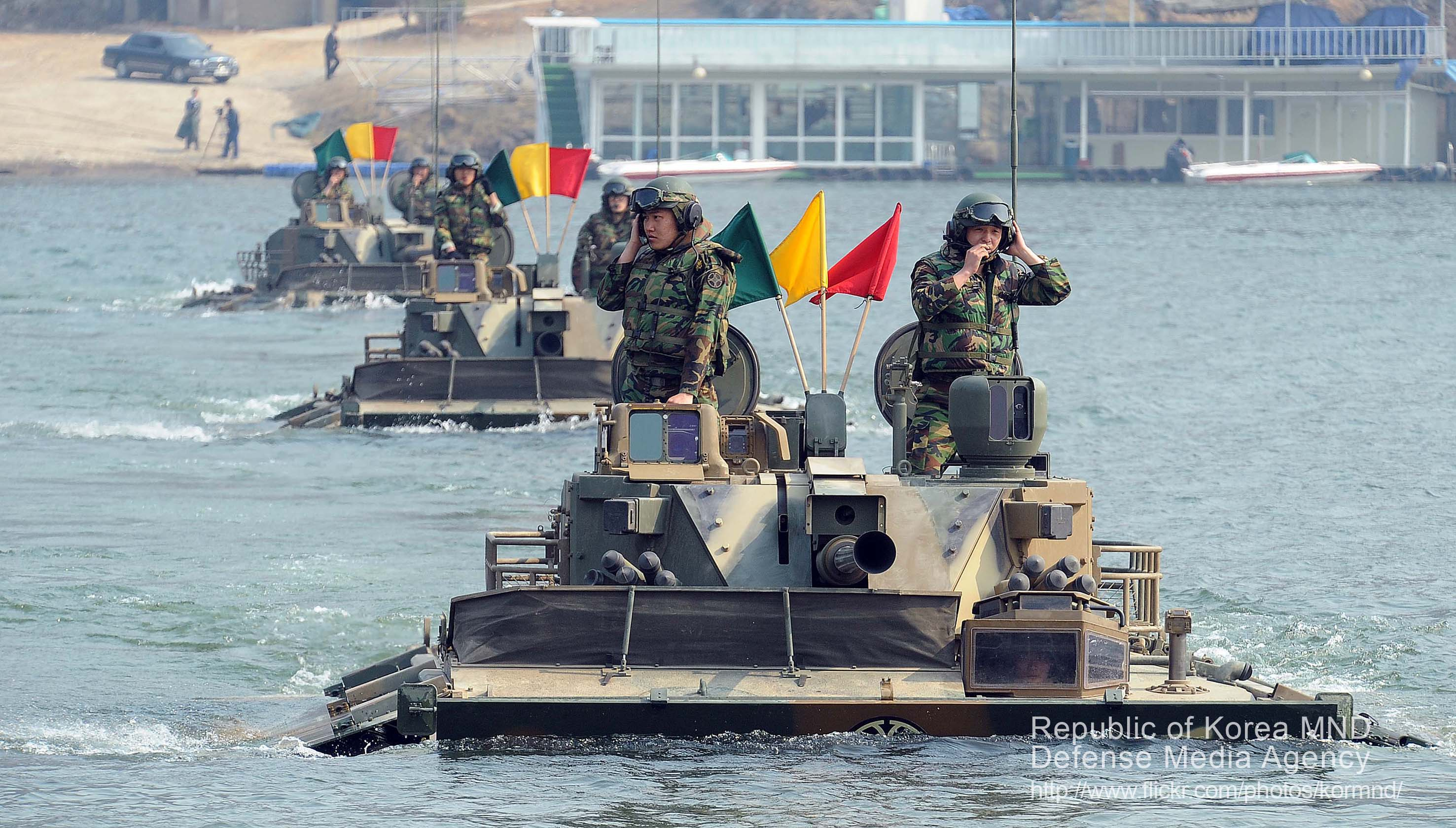
K21歩兵戦闘車